# Liste der denkmalgeschützten Objekte in Tannheim (Tirol)
Die Liste der denkmalgeschützten Objekte in Tannheim enthält die 14 denkmalgeschützten, unbeweglichen Objekte der Tiroler Gemeinde Tannheim.

## Denkmäler
| Foto |                 | Denkmal                                                                                     | Standort                                            | Beschreibung | Metadaten |
| ---- | --------------- | ------------------------------------------------------------------------------------------- | --------------------------------------------------- | --- | --- |
| ja   | Datei hochladen | Ortskapelle hl. Sebastian HERIS-ID: 58064 Objekt-ID: 68507 TKK: 24641                       | neben Berg 32 Standort KG: Tannheim                 | Die Kapelle wurde 1635 erbaut und im Jahr 1757 erweitert und umgestaltet. Die Fresken im Inneren entstanden um 1760; das Bild des heiligen Sebastian mit Maria mit Kind am Altar stammt vom Anfang des 18. Jahrhunderts. | BDA-Hist.: Q38080279 Status: § 2a Stand der BDA-Liste: 2025-06-30 Name: Ortskapelle hl. Sebastian GstNr.: .332 Ortskapelle hl. Sebastian, Berg                |
| ja   | Datei hochladen | Wasserbau-Denkmal HERIS-ID: 66984 Objekt-ID: 79898 TKK: 24664                               | südöstlich Bergbahnweg 30 Standort KG: Tannheim     | Zur „Erinnerung an die Entwässerung des oberen Tannheimer Tales und Regulierung der Berger-Ache“ in den Jahren 1948–1958 wurde im Jahre 1958 ein Holzkreuz auf einem gemauerten Natursteinsockel in einem Steinkreis errichtet. | BDA-Hist.: Q38115123 Status: § 2a Stand der BDA-Liste: 2025-06-30 Name: Wasserbau-Denkmal GstNr.: 5275                                                        |
| ja   | Datei hochladen | Grotte bei der Lourdeskapelle HERIS-ID: 66943 Objekt-ID: 79857 TKK: 24636                   | Geist Standort KG: Tannheim                         | Die Lourdesgrotte bei der Lourdeskapelle wurde Anfang des 20. Jahrhunderts errichtet. | BDA-Hist.: Q38114913 Status: § 2a Stand der BDA-Liste: 2025-06-30 Name: Grotte bei der Lourdeskapelle GstNr.: 5458                                            |
| ja   | Datei hochladen | Kreuzweg zur Grottenkapelle HERIS-ID: 66945 Objekt-ID: 79859 TKK: 33593                     | Geist Standort KG: Tannheim                         | Der Kreuzweg am Weg zur Lourdeskapelle wurde Anfang des 20. Jahrhunderts errichtet. Er besteht aus gemauerten Pfeilerbildstöcken mit Nischenaufsatz und Satteldach, in den Nischen befinden sich in Öl auf Blech gemalte Kreuzwegbilder. | BDA-Hist.: Q38114932 Status: § 2a Stand der BDA-Liste: 2025-06-30 Name: Kreuzweg zur Grottenkapelle GstNr.: 5458 Kreuzweg zur Grottenkapelle, Tannheim        |
| ja   | Datei hochladen | Lourdeskapelle HERIS-ID: 40278 Objekt-ID: 40187 TKK: 24635                                  | südlich Rossberg 13 Standort KG: Tannheim           | Die gotisierende Kapelle mit steilem Satteldach, polygonalem Schluss, spitzbogigen Wandöffnungen mit Maßwerk und Fassadentürmchen mit geschwungenem Spitzhelm wurde 1902 erbaut. Das Innere weist ein Rippengewölbe und Dekorationsmalerei auf. | BDA-Hist.: Q37993887 Status: Bescheid Stand der BDA-Liste: 2025-06-30 Name: Lourdeskapelle GstNr.: 5458 Lourdeskapelle, Tannheim                              |
| ja   | Datei hochladen | Kapelle hl. Leonhard HERIS-ID: 66965 Objekt-ID: 79879 TKK: 24642                            | östlich Gewerbegebiet 14 Standort KG: Tannheim      | Die Kapelle mit Vorhalle, flachgedecktem Betraum und Altarraum mit Dreiachtelschluss wurde um 1635 als Pestkirche erbaut. Der Altar samt seinen Gemälden stammt aus der Zeit um 1680. | BDA-Hist.: Q38115051 Status: § 2a Stand der BDA-Liste: 2025-06-30 Name: Kapelle hl. Leonhard GstNr.: .310 Saint Leonard Chapel (Kienzen)                      |
| ja   | Datei hochladen | Bauernhaus, Felix Minas Haus (Bei Zobl's Felix) HERIS-ID: 40281 Objekt-ID: 40190 TKK: 24649 | Höf 6 Standort KG: Tannheim                         | Das gegen 1700 errichtete Mittelflurhaus ist typisch für das Tannheimer Tal. Es wurde um 1813 und 1893 umgebaut und dabei mit einem Quergiebel sowie dem neuen Stallanbau versehen. | BDA-Hist.: Q37993916 Status: Bescheid Stand der BDA-Liste: 2025-06-30 Name: Bauernhaus, Felix Minas Haus (Bei Zobl's Felix) GstNr.: .479                      |
| ja   | Datei hochladen | Kath. Pfarrkirche hl. Nikolaus HERIS-ID: 58942 Objekt-ID: 69843 TKK: 20694                  | Höf 34 Standort KG: Tannheim                        | 1377 wurde die Pfarre erstmals urkundlich genannt, 1507 eine gotische Kirche geweiht, die 1722–1729 durch einen barocken Neubau nach Plänen von Andreas Hafenegger ersetzt wurde. An das mächtige Langhaus schließen halbkreisförmig geschlossene, quehausartige Anbauten, und ein eingezogener hoher Rundbogenchor mit umlaufendem ebenerdigen Sakristei- und Kapellenanbau an. Der vierjochige Innenraum ist mit pilastergeschmückten Wandpfeilern gegliedert und mit einer flachen Tonne gedeckt. Der zweijochige Chor ist tonnengewölbt mit Stichkappen. Die Fresken wurden 1804 von Joseph Keller und 1895 von Johann Kärle geschaffen. | BDA-Hist.: Q20739771 Status: § 2a Stand der BDA-Liste: 2025-06-30 Name: Kath. Pfarrkirche hl. Nikolaus GstNr.: .483 Pfarrkirche St. Nikolaus Tannheim (Tirol) |
| ja   | Datei hochladen | Kapelle hl. Martin HERIS-ID: 66960 Objekt-ID: 79874 TKK: 24640                              | bei Innergschwend 22 Standort KG: Tannheim          | Die Kapelle mit Vorhalle, rechteckigem Betraum und fluchtendem Chorraum wurde 1685/86 nach dem Abbruch eines mittelalterlichen Vorgängerbaus errichtet. Die Gemälde und Figuren am Altar stammen aus der Zeit um 1720. | BDA-Hist.: Q38115008 Status: § 2a Stand der BDA-Liste: 2025-06-30 Name: Kapelle hl. Martin GstNr.: .368 Martinskapelle, Innergschwend                         |
| ja   | Datei hochladen | Heimatmuseum HERIS-ID: 55642 Objekt-ID: 64378 TKK: 24656                                    | Kienzen 7 Standort KG: Tannheim                     | Das Mittelflurhaus mit dekorativer Dachschalungsmalerei ist mit 1886 bezeichnet. Im Giebeldreieck steht die Barockplastik einer Heiligen. | BDA-Hist.: Q38066939 Status: § 2a Stand der BDA-Liste: 2025-06-30 Name: Heimatmuseum GstNr.: .632 Heimatmuseum Tannheim                                       |
| ja   | Datei hochladen | Ortskapelle hl. Michael HERIS-ID: 40279 Objekt-ID: 40188 TKK: 24643                         | neben Kienzen 13 Standort KG: Tannheim              | In der tonnengewölbten Kapelle befindet sich ein Altar samt Figuren aus der Zeit um 1680. | BDA-Hist.: Q37993897 Status: Bescheid Stand der BDA-Liste: 2025-06-30 Name: Ortskapelle hl. Michael GstNr.: .621 Michaelskapelle, Kienzen                     |
| ja   | Datei hochladen | Kapelle Hl. Dreifaltigkeit HERIS-ID: 40280 Objekt-ID: 40189 TKK: 24644                      | bei Kienzerle 3 Standort KG: Tannheim               | Das Altargemälde der Krönung Mariens in dem flachgedeckten Betraum stammt vom Anfang des 19. Jahrhunderts. | BDA-Hist.: Q37993909 Status: Bescheid Stand der BDA-Liste: 2025-06-30 Name: Kapelle Hl. Dreifaltigkeit GstNr.: .302 Dreifaltigkeitskapelle Kienzerle          |
| ja   | Datei hochladen | Andreas-Hofer-Denkmal HERIS-ID: 66940 Objekt-ID: 79854 TKK: 24663                           | bei Kirchacker 20 Standort KG: Tannheim             | Das Andreas-Hofer-Denkmal besteht aus einem unregelmäßigen Natursteinsockel, auf dem ein mächtiger Bronzeadler mit ausgebreiteten Schwingen hockt und in seinen Greifen ein bronzenes Ehrenkränzl (Lorbeerkranz) hält. Darunter ist eine Bronzereliefplatte mit der Darstellung des Andreas Hofer angebracht. Links davon befinden sich die Jahreszahlen 1809, 1959 und 1984, des Weiteren an einem zweiten Naturstein die Jahreszahlen 1809–1909. Das Denkmal wurde am 15. August 1909 enthüllt aus Anlass des 100-Jahr-Jubiläums des Tiroler Aufstandes.                                                                                   | BDA-Hist.: Q38114895 Status: § 2a Stand der BDA-Liste: 2025-06-30 Name: Andreas-Hofer-Denkmal GstNr.: .501/1 Andreas-Hofer-Denkmal, Tannheim                  |
| ja   | Datei hochladen | Kapelle Mariahilf HERIS-ID: 55946 Objekt-ID: 64863 TKK: 24633                               | gegenüber Vilsalpseestraße 33 Standort KG: Tannheim | Die Kapelle mit kräftigem Nordturm wurde um 1680 erbaut. Auch der Aufbau und die Figuren des Hochaltars sowie die Figur am linken Seitenaltar und das Kruzifixus stammen aus dieser Zeit. | BDA-Hist.: Q38068983 Status: § 2a Stand der BDA-Liste: 2025-06-30 Name: Kapelle Mariahilf GstNr.: .437 Kapelle Mariahilf, Tannheim (Tirol)                    |